# Astounding Award for Best New Writer in Science Fiction
Der Astounding Award for Best New Writer in Science Fiction wird jährlich von der World Science Fiction Society an den besten neuen Autor (von Science-Fiction- oder Fantasy-Literatur) verliehen.
Bedingung für eine Nominierung ist unter anderem, dass das Erstlingswerk in einer professionellen Publikation (welche mindestens eine Auflage von 10.000 Exemplaren haben muss) innerhalb der letzten zwei Jahre erschienen ist.
Bis 2019 war der Preis als John W. Campbell Award for Best New Writer in Science Fiction benannt nach John W. Campbell, dem überaus einflussreichen Herausgeber der Science-Fiction-Zeitschrift Astounding (heute unter dem Titel Analog Science Fiction and Fact). Nachdem Jeanette Ng, die Preisträgerin von 2019, bei ihrer Verleihungsrede heftige Kritik geübt hatte an der Person Campbells, seinen Ansichten zu Themen wie Sklaverei und Homosexualität und seinem nachhaltigen Einfluss auf die Science-Fiction-Literatur, „der dem Genre bis heute nachhängt“, beschlossen die Herausgeber von Analog, den Namen des Preises in Astounding Award for Best New Writer zu ändern. Sie begründeten das folgendermaßen:

„Campbell’s provocative editorials and opinions on race, slavery, and other matters often reflected positions that went beyond just the mores of his time and are today at odds with modern values, including those held by the award’s many nominees, winners and supporters.“

„Campbells provokante Leitartikel und Ansichten zu Rasse, Sklaverei und anderen Themen bilden Positionen ab, die über das hinausgehen, was seinerzeit üblich war, und sind heute im Konflikt mit den von den Nominierten, Gewinnern und Unterstützern des Preises vertretenen Werten.“

## Preisträger
- 1973: Jerry Pournelle
- 1974: Spider Robinson und Lisa Tuttle
- 1975: P. J. Plauger
- 1976: Tom Reamy
- 1977: C. J. Cherryh
- 1978: Orson Scott Card
- 1979: Stephen R. Donaldson
- 1980: Barry B. Longyear
- 1981: Somtow Sucharitkul
- 1982: Alexis A. Gilliland
- 1983: Paul O. Williams
- 1984: R. A. MacAvoy
- 1985: Lucius Shepard
- 1986: Melissa Scott
- 1987: Karen Joy Fowler
- 1988: Judith Moffett
- 1989: Michaela Roessner
- 1990: Kristine Kathryn Rusch
- 1991: Julia Ecklar
- 1992: Ted Chiang
- 1993: Laura Resnick
- 1994: Amy Thomson
- 1995: Jeff Noon
- 1996: David Feintuch
- 1997: Michael A. Burstein
- 1998: Mary Doria Russell
- 1999: Nalo Hopkinson
- 2000: Cory Doctorow
- 2001: Kristine Smith
- 2002: Jo Walton
- 2003: Wen Spencer
- 2004: Jay Lake
- 2005: Elizabeth Bear
- 2006: John Scalzi
- 2007: Naomi Novik
- 2008: Mary Robinette Kowal
- 2009: David Anthony Durham
- 2010: Seanan McGuire
- 2011: Lev Grossman
- 2012: E. Lily Yu
- 2013: Mur Lafferty
- 2014: Sofia Samatar
- 2015: Wesley Chu
- 2016: Andy Weir
- 2017: Ada Palmer
- 2018: Rebecca Roanhorse
- 2019: Jeanette Ng
- 2020: R. F. Kuang
- 2021: Emily Tesh
- 2022: Shelley Parker-Chan
- 2023: Travis Baldree
- 2024: Xiran Jay Zhao

## Sammlungen
Von 1977 bis 1984 wurden sämtliche für den Campbell Award nominierte Stories unter der Herausgeberschaft von George R. R. Martin unter dem Titel New Voices im Taschenbuch in fünf Bänden herausgegeben. Die ersten drei dieser Bände wurden 1985 vom Pabel-Moewig Verlag unter dem Titel Science Fiction Preisträger in der Reihe Playboy Science Fiction auf Deutsch veröffentlicht.
Beide Reihen wurden frühzeitig abgebrochen; bei der US-amerikanischen Reihe konnte der für 1987 geplante sechste Band aufgrund des Konkurses des Verlages Bluejay Books nicht mehr veröffentlicht werden, bei der deutschen Reihe war die 1986/87 eingetretene Implosion des westdeutschen SF-Marktes dafür verantwortlich, dass Pabel-Moewig den geplanten vierten deutschen Band nicht mehr herausbringen konnte.
| US-Erscheinungs- datum | US-Titel                                                                           | Deutsche Äquivalenz- veröffentlichungen |
| ---------------------- | ---------------------------------------------------------------------------------- | --------------------------------------- |
| 1977                   | New Voices in Science Fiction (auch als New Voices I: The Campbell Award Nominees) | Science Fiction Preisträger 1, 1985     |
| 1979                   | New Voices II                                                                      | Science Fiction Preisträger 2, 1985     |
| 1980                   | New Voices III: The Campbell Award Nominees                                        | Science Fiction Preisträger 3, 1985     |
| 1981                   | New Voices 4                                                                       | nicht erschienen                        |
| 1984                   | The John W. Campbell Awards, Volume 5                                              | nicht geplant                           |
| 1987                   | The John W. Campbell Awards, Volume 6 (nicht erschienen)                           | nicht geplant                           |